# لیتچ‌فیلد (کالیفرنیا)
لیتچ‌فیلد (به انگلیسی: Litchfield) یک منطقهٔ مسکونی در ایالات متحده آمریکا است که در شهرستان لاسن، کالیفرنیا واقع شده‌است. لیتچ‌فیلد ۱۰٫۲۱۷ کیلومتر مربع مساحت و ۱۹۵ نفر جمعیت دارد و ۱٬۲۳۹ متر بالاتر از سطح دریا واقع شده‌است.